# I Should Be So Lucky
I Should Be So Lucky är en sång av den australiska sångaren Kylie Minogue från hennes debutalbum Kylie (1988). Sången släpptes den 29 december 1987 av Mushroom Records som den andra singeln. Låten är skriven och producerad av Stock Aitken Waterman, och nådde förstaplats i flera länder, däribland Australien, Storbritannien, Japan och Tyskland.

## Format- och låtlista
7" single
1. "I Should Be So Lucky" – 3:24
2. "I Should Be So Lucky" (Instrumental) – 3:24

12" single
1. "I Should Be So Lucky" (Extended Version) – 6:08
2. "I Should Be So Lucky" (Instrumental) – 3:24

12" (The Bicentennial Mix) single
1. "I Should Be So Lucky" (Bicentennial Mix) – 6:12
2. "I Should Be So Lucky" (Instrumental) – 3:24

Nordamerikanska 12" single
1. "I Should Be So Lucky" (Original Mix) – 6:00
2. "I Should Be So Lucky" (Dance Remix) – 6:10
3. "I Should Be So Lucky" (Instrumental) – 3:24

## Listplaceringar
| Lista                             | Topplacering |
| --------------------------------- | ------------ |
| Australien (ARIA Charts)          | 1            |
| Österrike (Ö3 Austria Top 75)     | 4            |
| Belgien (VRT Top 30)              | 8            |
| Frankrike (SNEP)                  | 4            |
| Tyskland (Media Control Charts)   | 1            |
| Hongkong (IFPI)                   | 1            |
| Irland (Irish Singles Chart)      | 1            |
| Japan (Oricon)                    | 1            |
| Nederländerna (Dutch Top 40)      | 12           |
| Nya Zeeland (RIANZ)               | 3            |
| Norge (VG-lista)                  | 5            |
| Schweiz (Schweizer Hitparade)     | 1            |
| Sverige (Sverigetopplistan)       | 13           |
| Storbritannien (UK Singles Chart) | 1            |
| USA (Billboard Hot 100)           | 28           |
| USA (Hot Dance Club Songs)        | 10           |